# Order Narodowy (Niger)
Order Narodowy (fr. Ordre national) – najwyższe odznaczenie państwowe Republiki Nigru ustanowione w 1961, nadawane za wybitne zasługi dla kraju.

## Historia i zasady nadawania
Order został ustanowiony 24 lipca 1961 na mocy ustawy państwowej nr 61.130/PRN w celu nagradzania wybitnych zasług w służbie dla kraju. Odznaczeni muszą mieć ukończone 30 lat życia, cechować się nieposzlakowanym charakterem oraz pełnić funkcje publiczne co najmniej przez 15 lat lub uzyskać wysługę 20 lat w pracy w sektorze prywatnym. W wyjątkowych wypadkach order może być przyznawany za czyny bohaterskie lub inne o doniosłym znaczeniu, oraz poważne obrażenia odniesione podczas służby dla kraju (kategoria ta nie dotyczy urzędujących członków rady ministrów i Zgromadzenia Narodowego). Odznaczenie może być nadawane również cudzoziemcom.
Wielkim Mistrzem Orderu jest urzędujący prezydent państwa.

## Stopnie orderu
Ordre national dzieli się na pięć klas:
- Krzyż Wielki (Grand-croix)
- Wielki Oficer (Grand officier)
- Komandor (Commandeur)
- Oficer (Officier)
- Kawaler (Chevalier)

## Insygnia
Odznaka orderu stopnia kawalerskiego ma formę gwiazdy o pięciu maltańskich ramionach, emaliowanych na zielono, w srebrnym obramowaniu i zakończonych srebrnymi kulkami. Ramiona gwiazdy są połączone srebrnymi mieczami afrykańskimi. Na środku awersu odznaki umieszczony jest okrągły, złoty medalion z wizerunkiem tuareskiego krzyża z Agadezu. Wizerunek ów jest otoczony pokrytym zieloną emalią pierścieniem, na którym widnieje napis: „République du Niger”. Na rewersie medalionu znajduje się rytowana głowa byka z zieloną gwiazdą pomiędzy rogami, zaś na okalającym ją pierścieniu – inskrypcja: „Fraternite • Travail • Progres” (pol. „Braterstwo • Praca • Postęp”), będąca dewizą Nigru. Odznaka jest zawieszona na dwóch, tworzących wieniec, zielonosrebrnych gałązkach z liśćmi, ze skrzyżowanymi u dołu łodygami. Metalowe elementy odznaki orderu stopnia oficerskiego i wyższych są pozłacane, zaś wszystkie napisy – złożone wersalikami.
Gwiazda orderowa (śr. 88 mm) – przynależna do dwóch najwyższych stopni odznaczenia – składa się z ośmiu wiązek promieni o różnej długości (srebrnych – klasa: Wielki Oficer i złotych – klasa: Krzyż Wielki), na które centralnie nałożono odznakę orderu.
Na wstążkach odznaczenia znajdują się trzy równej szerokości, pionowe pasy o barwach: beżowy, jasnozielony, beżowy. Wstążki w dwóch stopniach orderu (Oficer i Wielki Oficer) są uzupełnione rozetką.
Wytwórcą insygniów odznaczenia jest firma Arthus-Bertrand z Paryża.
Dla generała Charles’a de Gaulle’a, odznaczonego Krzyżem Wielkim Orderu Narodowego, wykonano wersję specjalną odznaczenia. Ramiona odznaki nałożonej na gwiazdę orderową były bowiem zakończone brylantami. Order ów jest eksponowany w paryskim Muzeum Orderu Wyzwolenia (fr. Musée de l’Ordre de la Libération).
| Baretki Orderu Narodowego | Baretki Orderu Narodowego | Baretki Orderu Narodowego | Baretki Orderu Narodowego | Baretki Orderu Narodowego |
| ------------------------- | ------------------------- | ------------------------- | ------------------------- | ------------------------- |
| Krzyż Wielki              | Wielki Oficer             | Komandor                  | Oficer                    | Kawaler                   |